# Drahouš
Drahouš este o comună și un sat din districtul Rakovník, regiunea Boemia Centrală, Cehia. Are o populație de aproximativ 80 de locuitori.
Obiectivele turistice ale comunei sunt cabană de vânătoare din complexul de clădiri în stil baroc și neoclasic Svatý Hubert și Capela Sfântului Ioan Nepomuk.

## Diviziuni administrative
Drahouš este alcătuit din trei diviziuni administrative (populația este între paranteze conform recensământului din 2021):
- Drahouš (36)
- Svatý Hubert (2)
- Tlestky (24)

## Geografie
Drahouš se află la aproximativ 18 kilometri (11 mi) vest de Rakovník și la 60 kilometri (37 mi) vest de capitala Praga. 
Comuna se află în Munții Rakovník. Cel mai înalt punct al comunei este dealul Plavečský vrch, aflat la 603 metri (1.978 ft) deasupra nivelului mării. 
Pârâul Rakovnický potok își are originea pe teritoriul comunei Drahouš.

## Istorie
Prima mențiune scrisă a orașului Drahouš datează din anul 1404. Tlestky a fost menționat pentru prima dată în 1419.

## Demografie
Populația comunei Drahouš:

## Transporturi
Drumul I/27 (secțiunea de la Plzeň la Most) trece prin comună.

## Obiective turistice

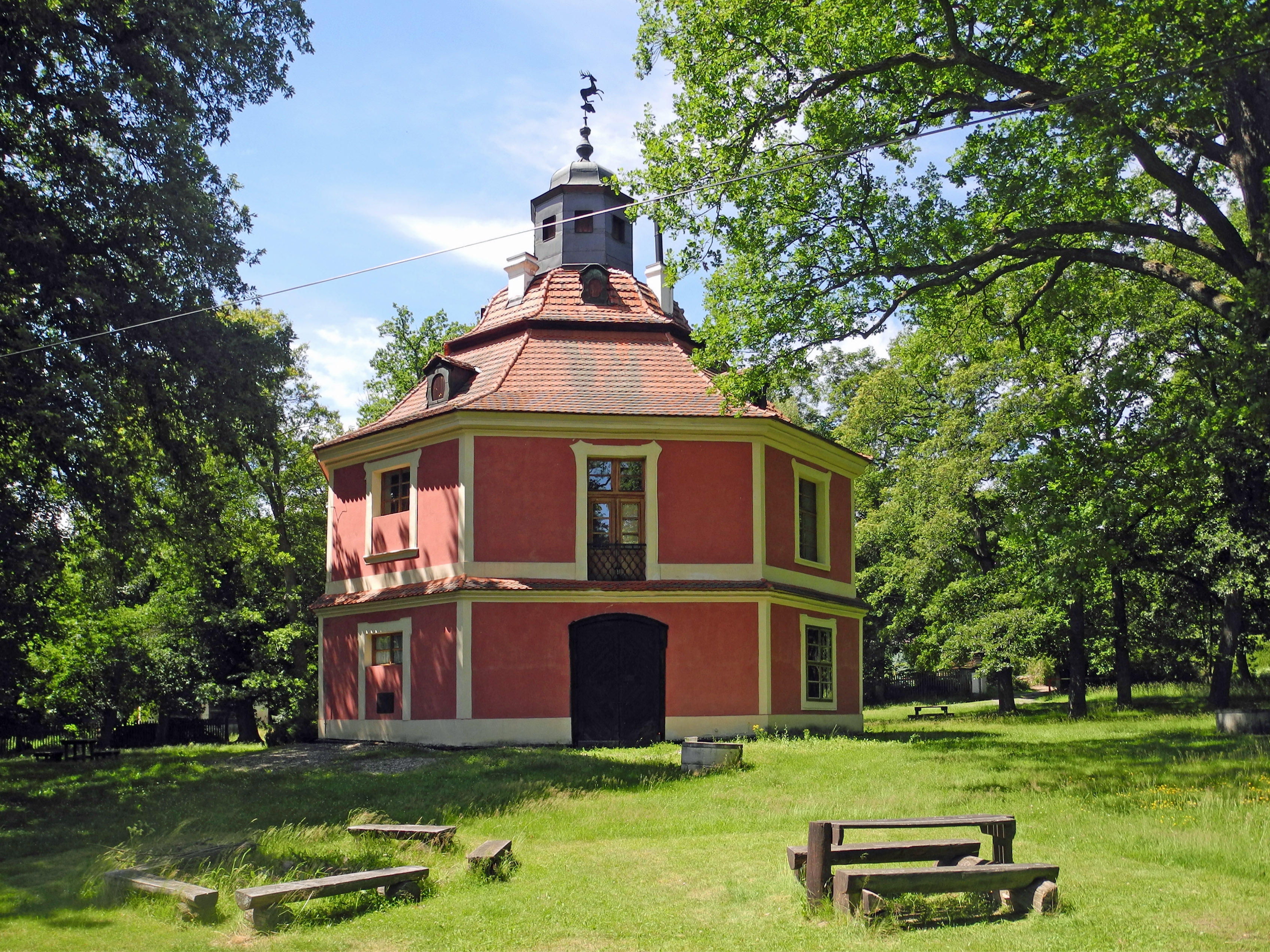
Cabana de vânătoare Svatý Hubert

Svatý Hubert este un complex de clădiri în stil baroc și neoclasic, cu o cabană de vânătoare octogonală din secolul al XVIII-lea în centru. A fost construită pentru familia Czernin în mijlocul fostului parc de cerbi lopătari. Lângă Svatý Hubert se află Plaveč, o casă de vară în stil baroc care a aparținut cabanei de vânătoare.
În centrul orașului Drahouš se află Capela Sfântului Ioan Nepomuk. Această capelă barocă a fost reconstruită în forma sa actuală în anul 1852.